# Пелта
Пе́льта (др.-греч. πέλτη, πέλτα, péltê; лат. pelta, pelte) — лёгкий кожаный щит, используемый фракийскими пехотинцами-велитами (пелтастами), имеющий форму полумесяца. Изготовлялся из лёгкого дерева, или плетёнки из тростника, лозы, ивовых прутьев. Каркас обтягивали кожей, а сверху покрывали медью. Ксенофонт писал, что пелта имеет круглую форму, однако такое описание встречается редко. Персы и другие восточные воины также использовали щиты, похожие на пельту. Тем не менее считается, что родиной щита в форме полумесяца является именно Фракия.
Около 390 г. до н. э. афинский полководец Ификрат создал отряд легковооружённых воинов, которые носили такие щиты. Пельтой называли также копьё греческих пехотинцев. Воинов стали именовать пелтофорами («носителями щита») или пелтастами (peltastes). Схожие щиты: клипеус, скутум. В дальнейшем подобный щит заимствовали у греков римляне и придали ему серповидную форму. Мотив орнамента, составленного из пельт, распространён в позднем искусстве древнеримских провинций II—III вв. н. э.
В XIX веке этот предмет вооружения стал распространённым мотивом оформления архитектурного интерьера и мебели стиля ампир, апеллировавшим к древнеримским источникам. Мастера мебели и декоративно-прикладного искусства стали использовать пельты в качестве символа могущества империи и элемента воинского декора — арматуры.
Похожие мотивы повторяются в искусстве русского, или петербургского, ампира.